# Tartaros

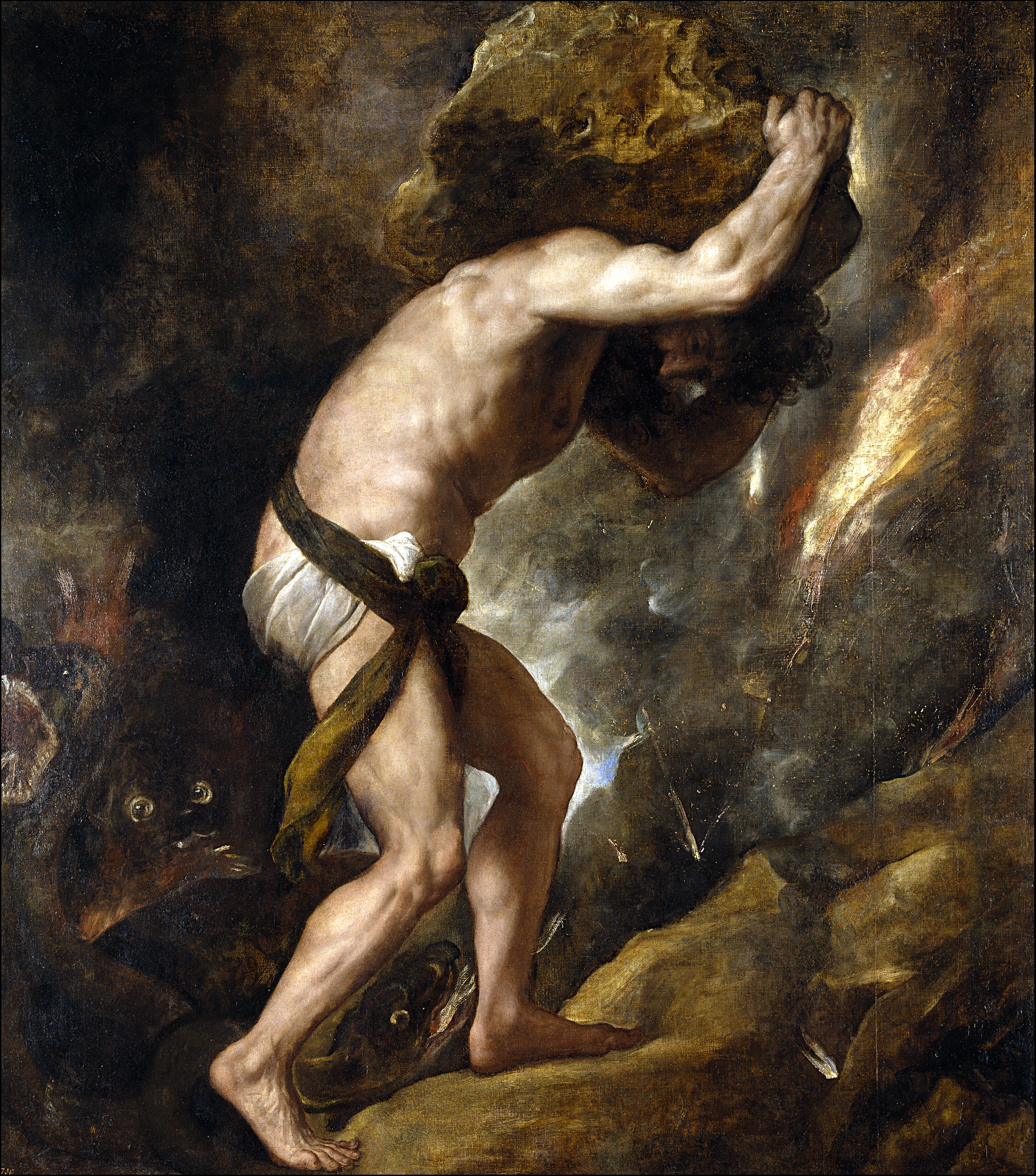
Sisyphos

De Tartaros (Oudgrieks: Τάρταρος) of Tartarus (gelatiniseerd) is de "hel" in de Griekse mythologie. Het is het onaangename deel van de onderwereld, en wel het grote, treurige rijk onder de aarde, 'even ver verwijderd van de aarde als de aarde verwijderd is van de hemel'. Dat zou volgens Hesiodos betekenen dat een koperen aambeeld er tien dagen over zou doen om van de oppervlakte van Gaia (de platte Aarde) naar de onderwereld te vallen. Net als Gaia en Eros is hij ontstaan uit Chaos. In dat schimmenrijk zwaaide de god Hades, de broer van de oppergod Zeus, de scepter. Daarmee was Hades ook degene die de leiding had over de Tartaros, het ergste deel van de onderwereld.
In de Tartaros werden de geesten van de gestorvenen, die in het leven uitzonderlijk slechte dingen hadden gedaan of de goden hadden uitgedaagd, gestraft. Dit waren onder anderen Tantalos en Sisyphos. Ook werden er van tijd tot tijd reuzen en monsters gevangen gehouden, wanneer zij de toorn van de goden hadden opgewekt. Dat was bijvoorbeeld het geval met de Cyclopen en de Hekatoncheiren, die door Ouranos (de hemel) gevangen werden gehouden en later door Zeus bevrijd. Zeus zelf hield de Giganten daar gevangen, tot ze met behulp van hun moeder Gaea losbraken om een oorlog tegen zijn heerschappij te beginnen.
De Tartaros werd bewaakt door de Erinyen, afschuwelijke vrouwen met slangen op hun hoofd in plaats van haar, met vleugels als vleermuizen en met grote, vurige ogen. Zij droegen brandende fakkels in hun handen en zwepen met metalen weerhaken. Deze Erinyen konden ook naar de aarde komen om mensen te straffen die hun kinderen, hun ouders of oude mensen wreed behandeld hadden of een moord op een familielid op hun geweten hadden zoals Orestes.
Tartaros is bij Gaia ook de vader van Typhon.

## Nieuwe Testament
In het Nieuwe Testament wordt gezegd dat God "engelen die gezondigd hadden" (gevallen engelen), niet gespaard heeft maar hen in de Tartarus heeft geworpen. En zij blijven daar in de diepte opgesloten om hun vonnis af te wachten (2 Petrus 2:4).

## Bij Paracelsus
Paracelsus was een controversiële arts, alchemist en theoloog uit de 16e eeuw. De 'tartarus' is bij hem een kernbegrip dat eerst in zijn Opus Paramirum en later nog in diverse andere boeken werd uitgewerkt.
Van alles wat mensen opnemen, kunnen ze maar een gedeelte gebruiken en verwerken. In ieder mens is een inwendige alchemist, of archeus, aan het werk, die alles sorteert, ervoor zorgt dat al het nodige op de juiste plaats terechtkomt en dat dat wat niet deugt, langs diverse wegen wordt uitgescheiden. Door verschillende oorzaken kan het echter gebeuren dat het niet lukt om alle rotzooi kwijt te raken, en dan wordt deze opgeslagen in het lichaam: tartarus. Net zoals de afzettingen van wijnsteenzuur, tartraat, in een wijnvat - de klassieke vergelijking.
En zodoende werd Paracelsus vaak afgeschilderd als de eerste die een uitgebreide theorie van (een groep) stofwisselingsziekten gaf. Het ging echter niet alleen om voedsel, al gaf hij en passant een hele voedingsencyclopedie; het ging om alles wat de mens opnam: eten en drinken, lucht, al wat via de zintuigen werd opgenomen, ervaringen, indrukken, emoties. En het is individueel verschillend wat iemand kan verwerken en wat onbruikbaar zal blijken.

## In het neopaganisme
Net als Gaea wordt Tartarus vandaag de dag nog vereerd, en dan vooral door Amerikaanse neopaganisten. Zij zien het voornamelijk als de hel, waar zielen branden en tot aanbidding van Cronus de Titaan, en vader van Zeus. Niet te verwarren met Chronus, god van de tijd. Deze speelt hierbij een rol die te vergelijken is met Satan in de christelijke mythologie. Hades zou als rechter fungeren, besluitend wie veroordeeld wordt tot de vuren van Tartarus.